# Ле-Портель (кантон)
Ле-Портель (фр. Le Portel) — упраздненный кантон во Франции, регион Нор-Па-де-Кале, департамент Па-де-Кале. Входил в состав округа Булонь-сюр-Мер.
В состав кантона входили коммуны (население по данным Национального института статистики за 2008 г.):
- Булонь-сюр-Мер (8 993 чел.) (частично)
- Ле-Портель (10 099 чел.)

## Политика
На президентских выборах 2012 г. жители кантона отдали Франсуа Олланду в 1-м туре 33,1 % голосов против 24,7 % у Марин Ле Пен и 20,1 % у Николя Саркози, во 2-м туре в кантоне победил Олланд, получивший 60,0 % голосов (2007 г. 1 тур: Саркози — 26,3 %, Сеголен Руаяль — 25,2 %; 2 тур: Руаяль — 50,7 %). На выборах в Национальное собрание в 2012 г. по 5-му избирательному округу департамента Па-де-Кале они поддержали действующего депутата и мэра Булонь-сюр-Мер, члена Социалистической партии Фредерика Кювилье, набравшего в 1-м туре 49,2 % голосов и одержавшего по итогам голосования по всему округу победу в 1-м же туре. (2007 г. Фредерик Кювилье (СП): 1 тур — 40,8 %, 2 тур — 60,9 %). На региональных выборах 2010 года в 1-м туре победил список социалистов, собравший 39,1 % голосов против 17,2 % у Национального фронта и 16,1 % у списка «правых». Во 2-м туре единый «левый список» с участием социалистов, коммунистов и «зелёных» во главе с Президентом регионального совета Нор-Па-де-Кале Даниэлем Першероном получил 57,3 % голосов, «правый» список во главе с сенатором Валери Летар занял второе место с 21,5 %, а  Национальный фронт Марин Ле Пен с 21,2 % финишировал третьим.
|  | Кандидат        | Партия                  | % голосов |
|  | --------------- | ----------------------- | --------- |
|  | Жан-Клод Этьенн | Социалистическая партия | 59,15     |
|  | Лоран Фётри     | Правые партии           | 40,85     |

|  | Кандидат        | Партия                    | % голосов |
|  | --------------- | ------------------------- | --------- |
|  | Жан-Клод Этьенн | Социалистическая партия   | 70,1      |
|  | Анник Валла     | Союз за народное движение | 29,9      |